# Алофи
Алофи (на ниуеански Alofi) е столицата на Ниуе в Тихия океан - зависима територия на Нова Зеландия. В града живеят 614 души (към 2001 г.), от които 256 в северната част и 358 в южната, където се намират и държавните институции.
Алофи се намира на западния бряг на острова и заема единственото пространство от плажната ивица, което не е обградено от коралов риф. През 2004 циклонът Хета преминава през града и нанася големи щети.